# Germiny
Germiny est une commune française située dans le département de Meurthe-et-Moselle en région Grand Est.

## Géographie
Village à flanc de coteau.

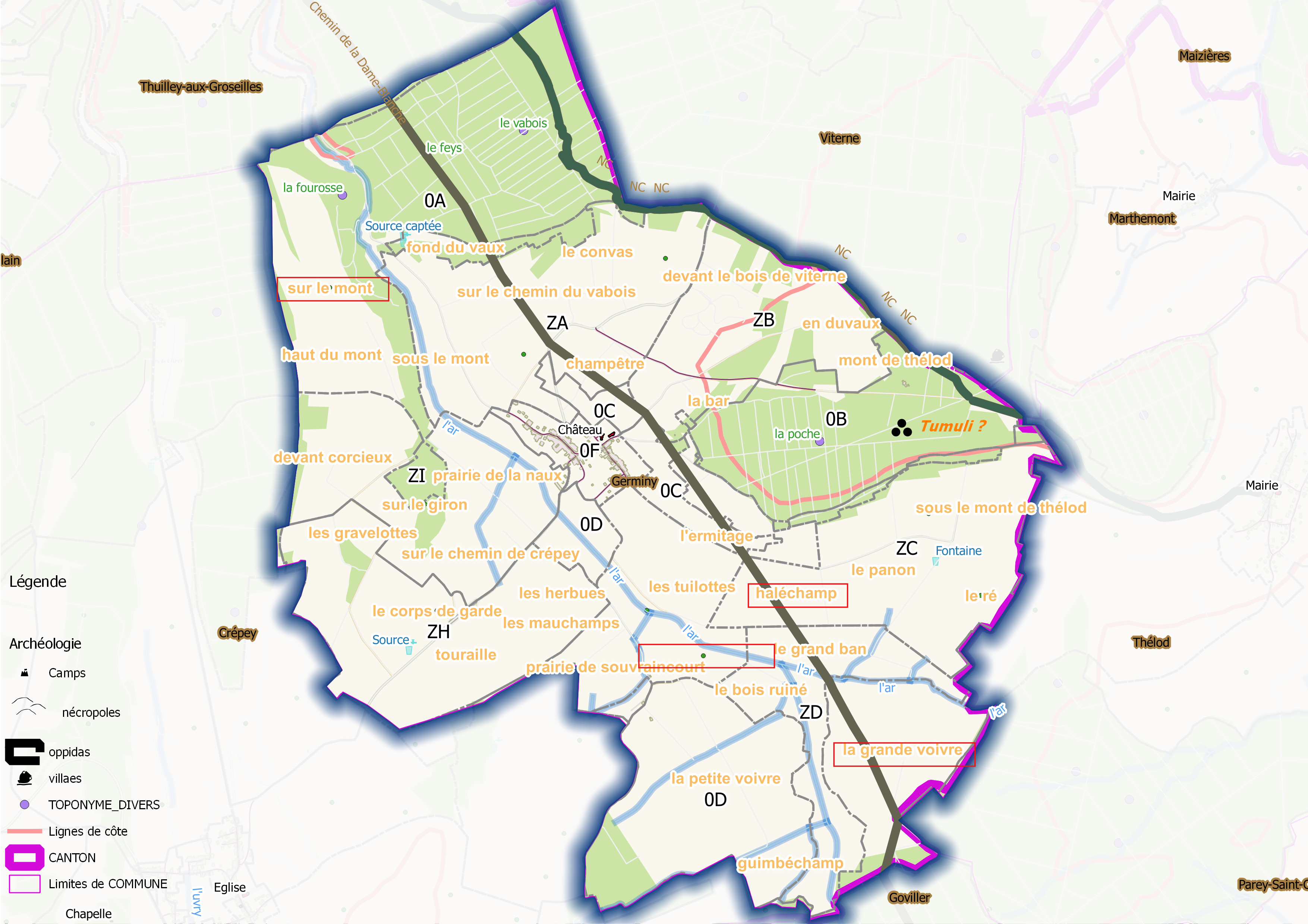
Fig. 1 - Germiny (ban communal).

D'après les données Corine land Cover, le territoire communal de 1 185 hectares se composait en 2011 de près de  25 % de forêts, 10  % de prairies et  65 % de surfaces agricoles. Le village est arrosé par le ruisseau de l'Arot (Ar) sur plus de 5 km.
| Thuilley-aux-Groseilles |          | Viterne    |
|                         | Germiny  | Marthemont |
| Crépey                  | Goviller | Thélod     |

### Hydrographie
La commune est dans le bassin versant du Rhin au sein du bassin Rhin-Meuse. Elle est drainée par le ruisseau de l'Arot,.
L'Arot, d'une longueur de 17 km, prend sa source dans la commune de Thélod et se jette  dans la Moselle à Pierre-la-Treiche, après avoir traversé sept communes. 

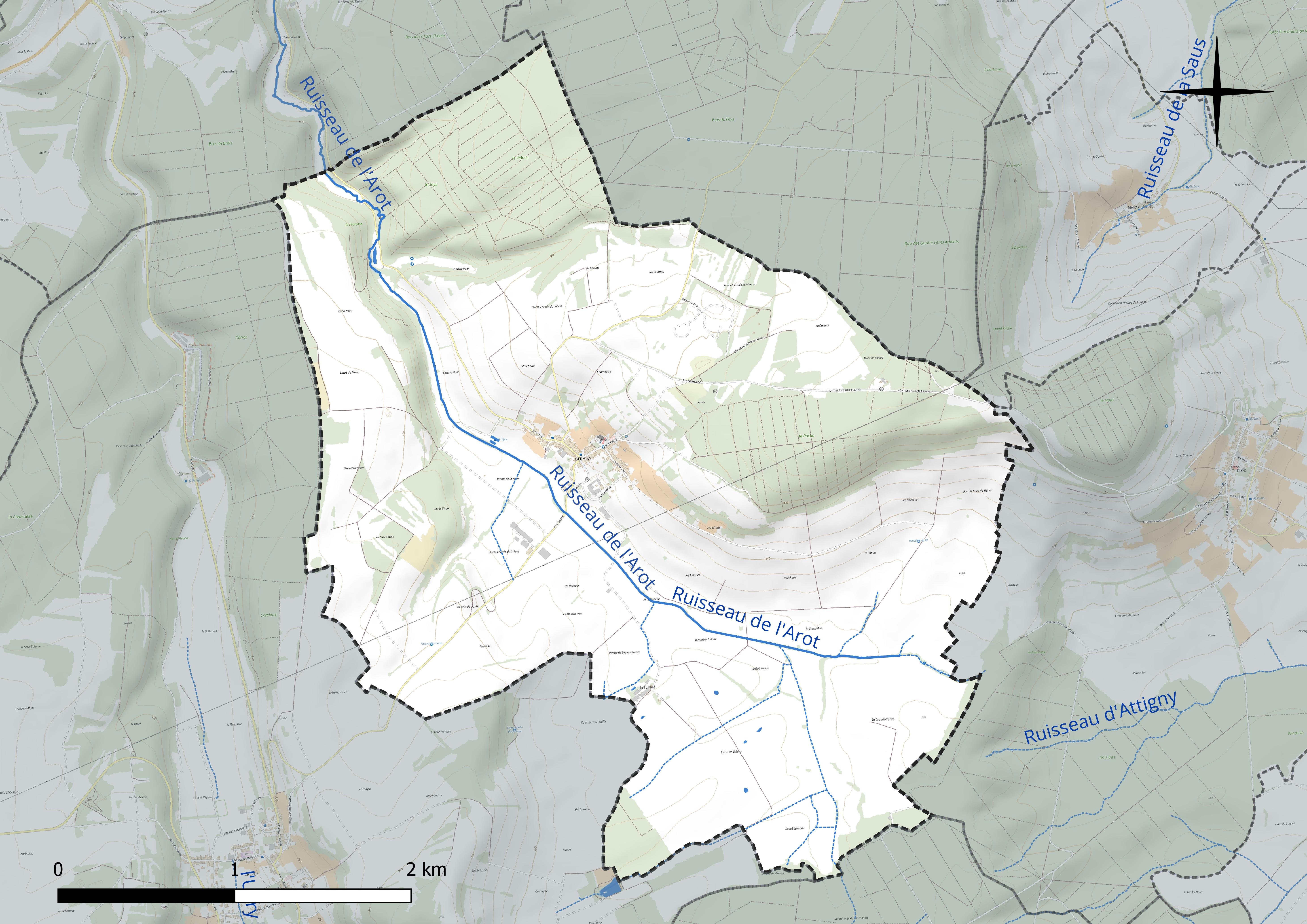
Réseau hydrographique de Germiny.

### Climat
Pour des articles plus généraux, voir Climat du Grand Est et Climat de Meurthe-et-Moselle.
En 2010, le climat de la commune est de type climat des marges montargnardes, selon une étude du Centre national de la recherche scientifique s'appuyant sur une série de données couvrant la période 1971-2000. En 2020, Météo-France publie une typologie des climats de la France métropolitaine dans laquelle la commune est dans une zone de transition entre le climat océanique altéré et le climat océanique altéré et est dans la région climatique  Lorraine, plateau de Langres, Morvan, caractérisée par un hiver rude (1,5 °C), des vents modérés et des brouillards fréquents en automne et hiver. 
Pour la période 1971-2000, la température annuelle moyenne est de 9,4 °C, avec une amplitude thermique annuelle de 16,9 °C. Le cumul annuel moyen de précipitations est de 852 mm, avec 12 jours de précipitations en janvier et 9,7 jours en juillet. Pour la période 1991-2020, la température moyenne annuelle observée sur la station météorologique de Météo-France la plus proche, « Nancy-Ochey », sur la commune d'Ochey à 6 km à vol d'oiseau, est de 10,5 °C et le cumul annuel moyen de précipitations est de 810,4 mm. 
La température maximale relevée sur cette station est de 39,6 °C, atteinte le 25 juillet 2019 ; la température minimale est de −19,1 °C, atteinte le 12 janvier 1987,,. 
Les paramètres climatiques de la commune ont été estimés pour le milieu du siècle (2041-2070) selon différents scénarios d'émission de gaz à effet de serre à partir des nouvelles projections climatiques de référence DRIAS-2020. Ils sont consultables sur un site dédié publié par Météo-France en novembre 2022.

## Urbanisme

### Typologie
Au 1er janvier 2024, Germiny est catégorisée commune rurale à habitat dispersé, selon la nouvelle grille communale de densité à sept niveaux définie par l'Insee en 2022.
Elle est située hors unité urbaine. Par ailleurs la commune fait partie de l'aire d'attraction de Nancy, dont elle est une commune de la couronne,. Cette aire, qui regroupe 353 communes, est catégorisée dans les aires de 200 000 à moins de 700 000 habitants,.

### Occupation des sols
L'occupation des sols de la commune, telle qu'elle ressort de la base de données européenne d’occupation biophysique des sols Corine Land Cover (CLC), est marquée par l'importance des territoires agricoles (75,5 % en 2018), une proportion identique à celle de 1990 (75,5 %). La répartition détaillée en 2018 est la suivante : terres arables (55,3 %), forêts (23 %), zones agricoles hétérogènes (10,4 %), prairies (9,8 %), milieux à végétation arbustive et/ou herbacée (1,5 %). L'évolution de l’occupation des sols de la commune et de ses infrastructures peut être observée sur les différentes représentations cartographiques du territoire : la carte de Cassini (XVIIIe siècle), la carte d'état-major (1820-1866) et les cartes ou photos aériennes de l'IGN pour la période actuelle (1950 à aujourd'hui).

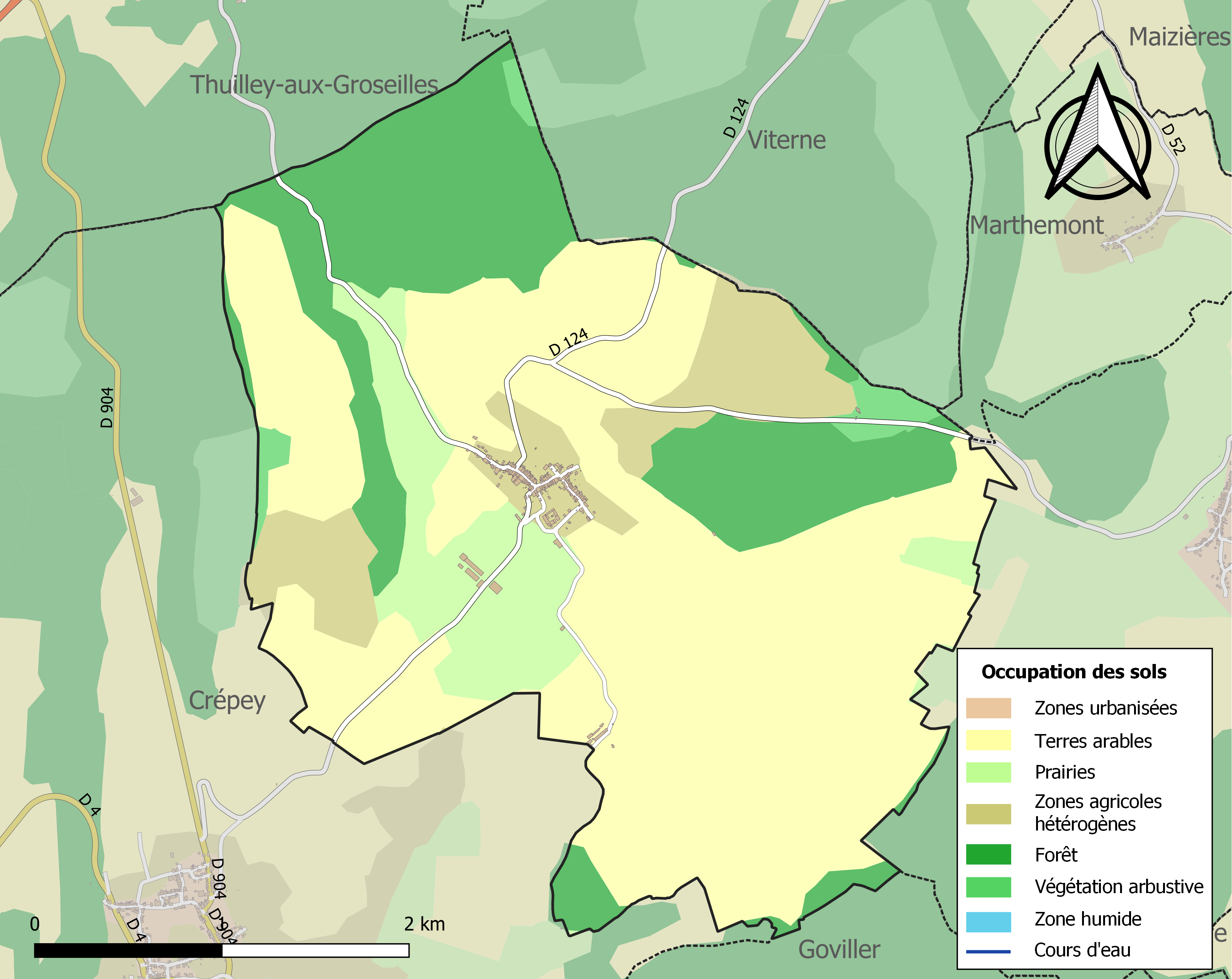
Carte des infrastructures et de l'occupation des sols de la commune en 2018 (CLC).

## Toponymie
- Le nom de Germiny au cours des siècles dans le Dictionnaire topographique du département de la Meurthe[17]. : 
  - Grimaldi vicinium en 836 ;
  - Grimaldi vicinum en 870 ;
  - Grimauldi mansum en 948 (attribution de Dom Calmet) ;
  - Gehenneium en 1127-1168 (ch de l'Abbaye de Clairlieu) ;
  - Molendinum de Germines en 1197 ;
  - Germeni en 1272 ;
  - Germeney en 1285 ;
  - Girmeney en 1320 ;
  - Germenei en 1408 ;
  - Germene en 1438 ;
  - Germegny en 1451 ;
  - Germiny-aux-trois-Châteaux en 1779.

## Histoire
Dominique E Olry a signalé des tumulus dans les bois de la commune, information que Beaupré reprend dans son répertoire archéologique en plus d'indices d'occupation gallo-romaine en quelques lieux-dits : la Grande Woivre, au Haut de l'haie, au Jardin carré, sur Le mont, au lieudit l'Enfer, Au-dessus du moulin au bas...
H. Lepage résume ainsi l'histoire du village dans la notice de son ouvrage :
«Le village de Germiny (Grimaldi vicus, Grimaldi vicinum, dans les titres de l'abbaye de St.-Epvre de Toul), remonte à une époque éloignée ; il y avait trois châteaux que les seigneurs du lieu avaient fait bâtir en 1246. Cette terre a donné son nom à une illustre famille de l'ancienne chevalerie, qui a subsisté pendant plusieurs siècles. En 1510, Hugues de Germiny fut régent de Lorraine pendant l'absence du duc Thiébaut; Henri fut élu évêque de Verdun en 1549. Cette maison s'est éteinte au XVe siècle, par la mort d'Odot de Germiny, qui fut tué à la funeste bataille de Bulgnéville...»
Le village s'appelait donc aussi Germiny-les-Trois-Châteaux, ils se nommaient (Haut, Emmy et Bas) et dans la tradition orale : Germiny aux belles filles.

## Politique et administration
| Période                                  | Période                      | Identité                                         | Étiquette      | Qualité                              |
| ---------------------------------------- | ---------------------------- | ------------------------------------------------ | -------------- | ------------------------------------ |
| Les données manquantes sont à compléter. |                              |                                                  |                |                                      |
| juin 1995                                | 13 mars 2018 (Décès)         | Christian Huin                                   | Sans étiquette |                                      |
| juin 2018                                | En cours (au 3 juillet 2020) | Patrick Dethorey, Réélu pour le mandat 2020-2026 |                | Agriculteur sur moyenne exploitation |

## Population et société

### Démographie
L'évolution du nombre d'habitants est connue à travers les recensements de la population effectués dans la commune depuis 1793. Pour les communes de moins de 10 000 habitants, une enquête de recensement portant sur toute la population est réalisée tous les cinq ans, les populations de référence des années intermédiaires étant quant à elles estimées par interpolation ou extrapolation. Pour la commune, le premier recensement exhaustif entrant dans le cadre du nouveau dispositif a été réalisé en 2006.

En 2022, la commune comptait 188 habitants, en évolution de −9,62 % par rapport à 2016 (Meurthe-et-Moselle : −0,13 %, France hors Mayotte : +2,11 %).
| 1793 | 1800 | 1806 | 1821 | 1831 | 1836 | 1841 | 1846 | 1851 |
| ---- | ---- | ---- | ---- | ---- | ---- | ---- | ---- | ---- |
| 604  | 587  | 583  | 590  | 614  | 605  | 605  | 611  | 618  |

| 1856 | 1861 | 1872 | 1876 | 1881 | 1886 | 1891 | 1896 | 1901 |
| ---- | ---- | ---- | ---- | ---- | ---- | ---- | ---- | ---- |
| 572  | 553  | 526  | 500  | 461  | 444  | 400  | 381  | 375  |

| 1906 | 1911 | 1921 | 1926 | 1931 | 1936 | 1946 | 1954 | 1962 |
| ---- | ---- | ---- | ---- | ---- | ---- | ---- | ---- | ---- |
| 360  | 321  | 277  | 258  | 240  | 228  | 219  | 224  | 245  |

| 1968 | 1975 | 1982 | 1990 | 1999 | 2006 | 2011 | 2016 | 2021 |
| ---- | ---- | ---- | ---- | ---- | ---- | ---- | ---- | ---- |
| 204  | 174  | 174  | 179  | 180  | 210  | 189  | 208  | 198  |

| 2022 | - | - | - | - | - | - | - | - |
| ---- | - | - | - | - | - | - | - | - |
| 188  | - | - | - | - | - | - | - | - |

## Économie
Henri Lepage et E. Grosse donnent quelques indications à caractère économique dans leurs ouvrages de 1836 et 1843 sans s'accorder sur la surface totale de la commune :
« Surf. territ. : 341 à 608 hect. en terres lab., 117 en prés, 45 à 54 en vignes, 557 à 819 en bois. L'hectare semé en blé et orge peut rapporter 15 hectol., en seigle 10, en avoine 25 : planté en vignes 65 dont on parle peu. On y élève principalement des porcs. Un Moulin et une Tuilerie...»
indiquant tous deux le caractère agricole voire modestement viticole de l'activité.
Comme d'autres communes dans la région touloise, Germiny a été le lieu de productions manufacturées à base d'argile étant donné la disponibilité de l'eau (nombreux ruisseaux) et surtout de matière première : l'argile de la Woëvre. Une tuilerie a fonctionné sur ce territoire

### Secteur primaire ouAgriculture
Le secteur primaire comprend, outre les exploitations agricoles et les élevages, les établissements liés à l’exploitation de la forêt et les pêcheurs.
D'après le recensement agricole 2010 du Ministère de l'agriculture (Agreste), la commune de Germiny était majoritairement orientée sur la polyculture et le poly-élevage (auparavant même production ) sur une surface agricole utilisée d'environ 972 hectares (surface cultivable communale) en légère augmentation depuis 1988 - Le cheptel en unité de gros bétail s'est réduit de 738 à 700 entre 1988 et 2010. Il n'y avait plus que 6 (11 auparavant) exploitations agricoles ayant leur siège dans la commune employant 10 unités de travail. (18 auparavant)

## Culture locale et patrimoine

### Lieux et monuments
- Château Haut près de l'église : deux tours rondes XIIIe, bâtiments remaniés XVIIIe[19].
- Les châteaux d'Emmy et Bas ont disparu.
- Nombreuses maisons comportant des vestiges XVIe.
- Fontaine monumentale réalisée par le père d'Edwige Feuillère.
- Église : chevet XVe, nef XVIe, tour moderne. (Lepage précise que l'église de Germiny, dont quelques ogives à divisions tréflées sont du XIe siècle, renferme deux tombeaux des seigneurs du lieu, du XVIe siècle[19].)
- Croix d'accident XVIIe.

### Personnalités liées à la commune
- Famille Le Bègue de Germiny
- HUIN Christian
- ROUYER Jean Marie
- BASTIEN Jean Pierre

### Héraldique
| Blason de Germiny | Blason  | Écartelé : au premier et au quatrième d'azur à l'ombre d'argent posé en fasce, au deuxième et au troisième aussi d'azur à l'écusson d'argent.                                         |
| Blason de Germiny | Détails | Cette maison s'est éteinte au XVe siècle, par la mort d'Odot de Germiny, qui fut tué à la funeste bataille de Bulgnéville. Elle portait d'azur à l'écu d'argent mis en cœur. (Lepage) |